# Верхній Уфалей
Верхній Уфалей — місто (з 1940) обласного підпорядкування (з 1944) Челябінської області Росії, центр Верхньоуфалейського міського округу.

## Географія

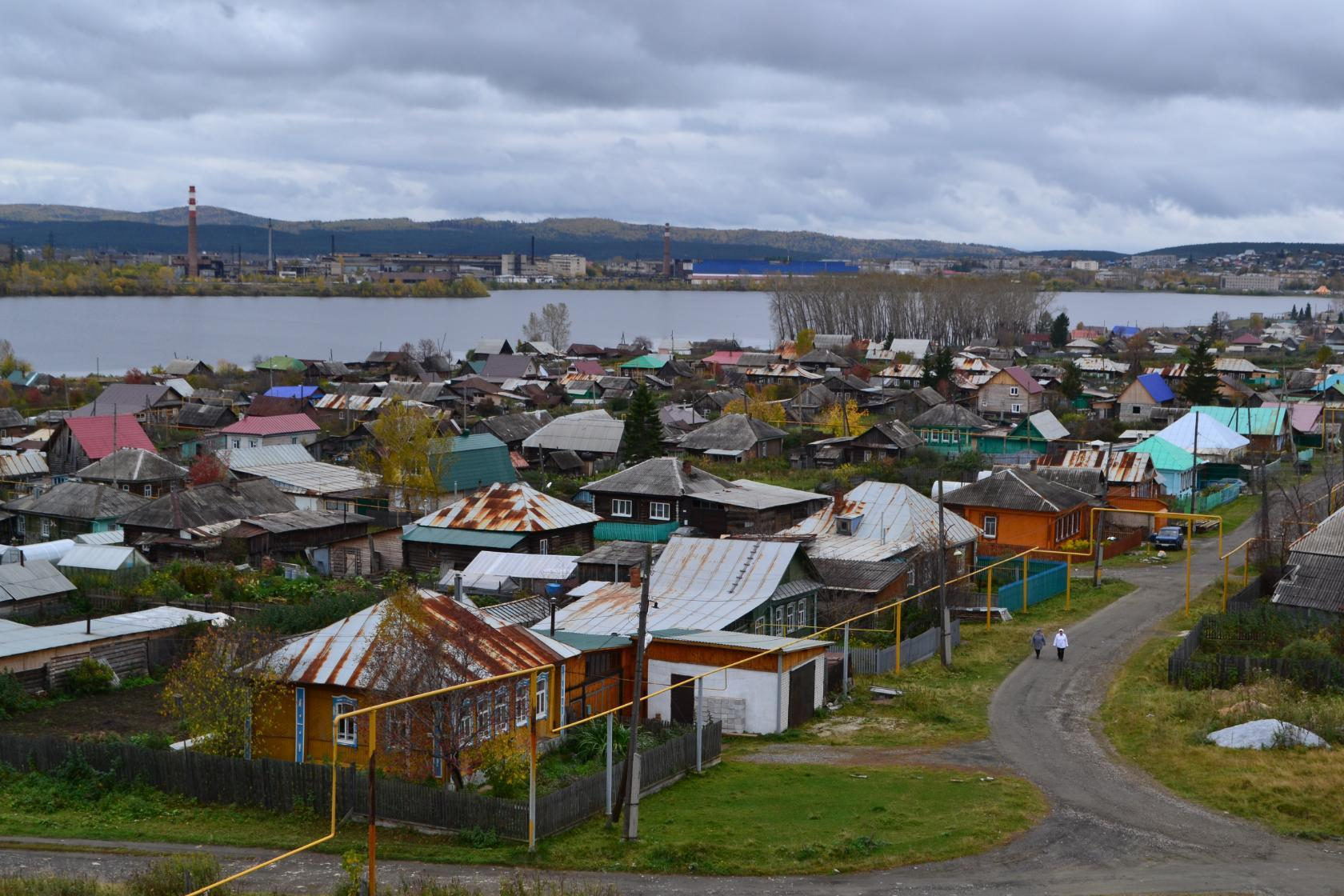
Верхньо-Уфалейский ставок на річці Уфалейка

Місто розташоване на річці Уфалейка (притока Уфи), за 178 км від Челябінська, на півночі Челябінської області, на кордоні зі Свердловською областю, у південній частині східного схилу Середнього Уралу. Рельєф території міста в основному зайнятий Уральськими горами, схили яких складені карстовимі породами. Недалеко лежать озера Аракуль і Іткуль.

## Історія

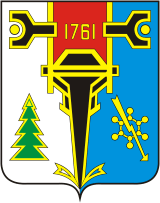
Герб 1975 року

Заснований в 1761 році власником заводу Іваном меншим Мосоловим як селище при чавуноплавильні та залізничному заводі на річці Уфалей.
В 1774 році заводські робітники взяли участь у повстанні Омеляна Пугачова, у ході боїв Уфалейські заводи були захоплені і спалені. Уфалейський завод почав давати продукцію ще в 1776 році, але Суховязський був відновлений лише до 1791 року.
З листопада 1923 року Верхній Уфалей був селищем міського типу Уфалейського району Свердловського округу Уральської області.
З 27 серпня 1928 року має статус робітничого селища, з 26 квітня 1940 — міста.
У серпні 1933 року дав першу продукцію первісток нікелевої промисловості СРСР Уфалейський нікелевий завод.
З 9 лютого 1944 року Верхній Уфалей має статус міста обласного підпорядкування.

## Населення

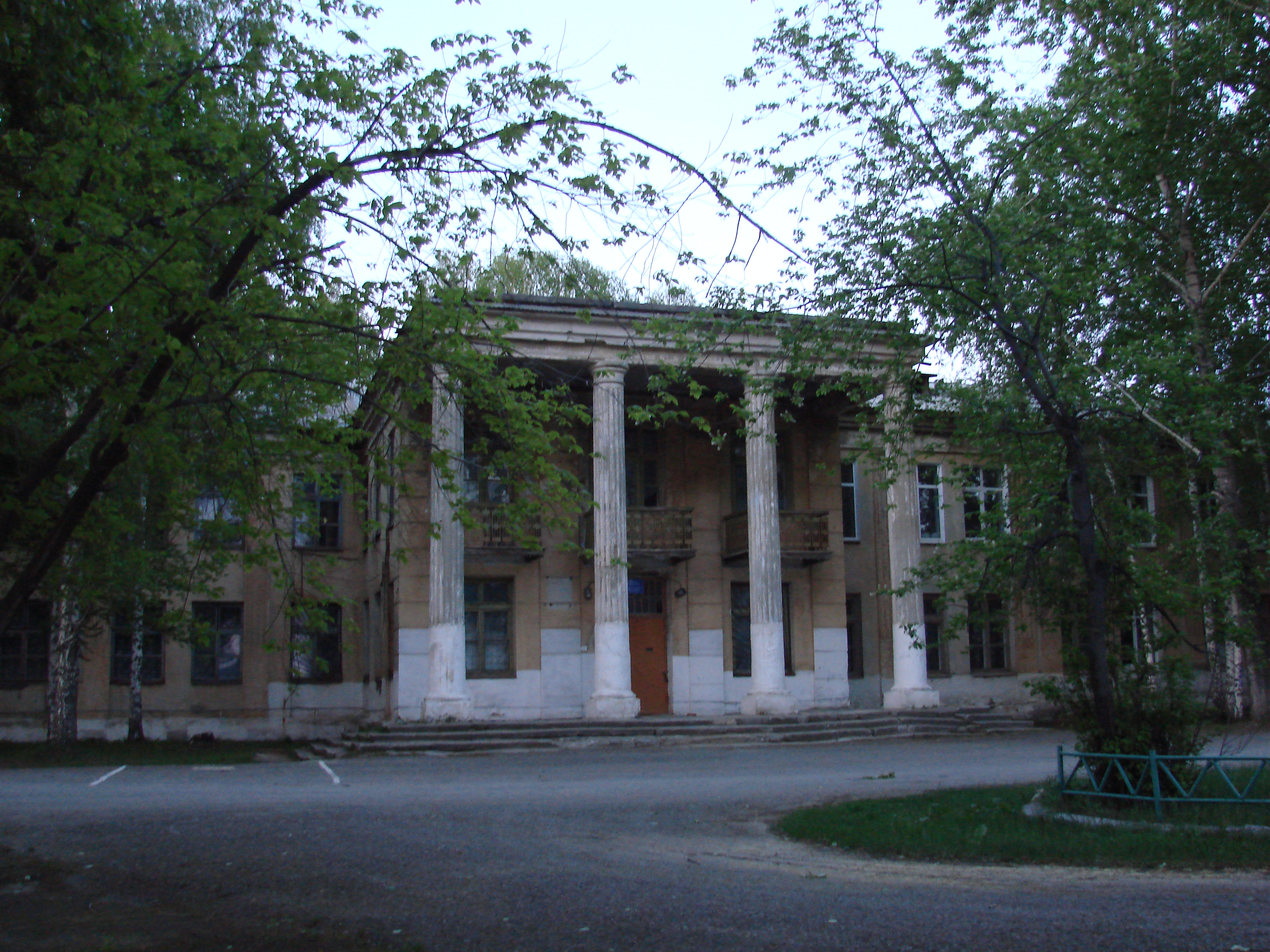
Центральна міська лікарня в будівлі колишнього заводського госпіталю

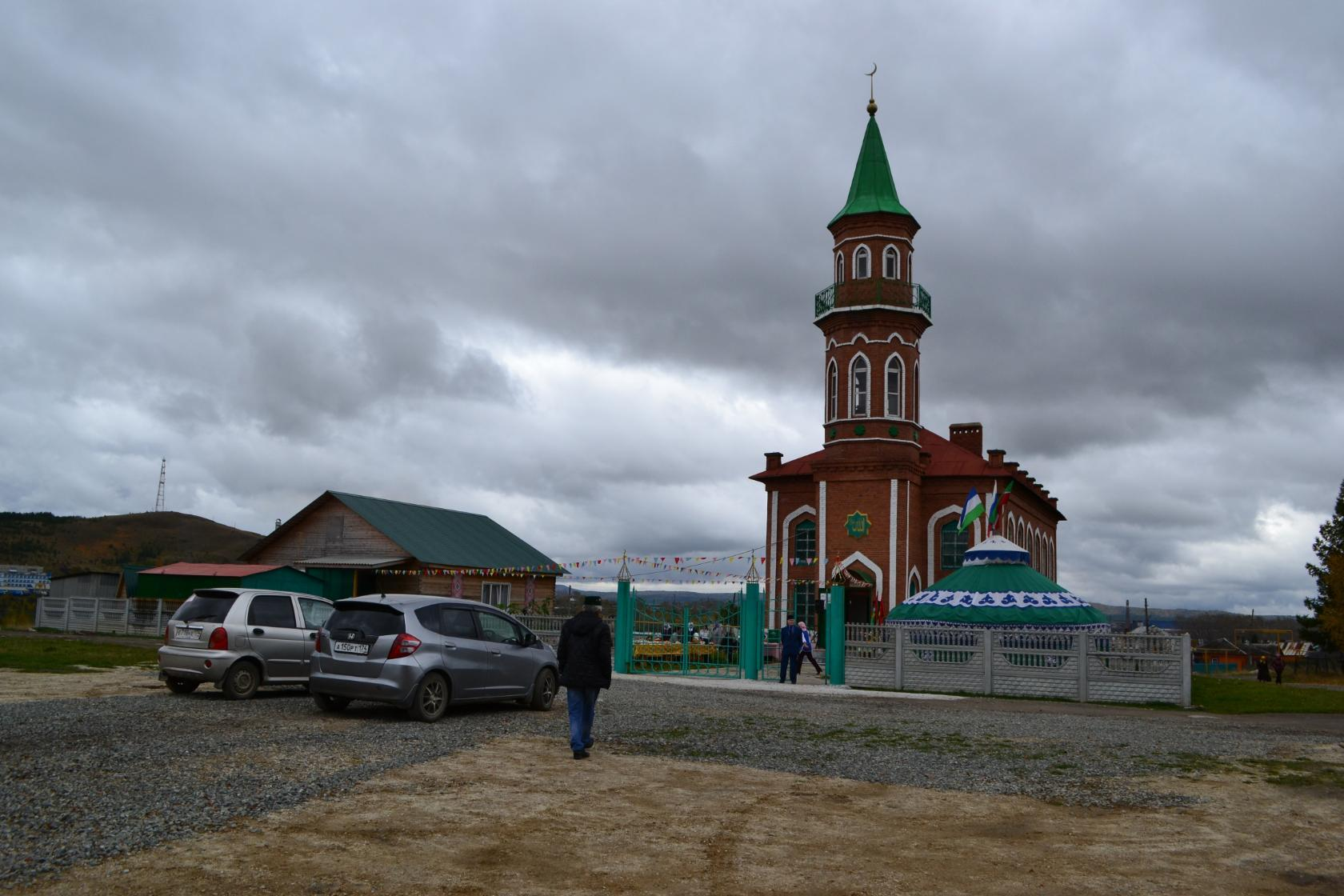
Мечеть Верхнього Уфалея

Населення у 2013 році становило 30 000 осіб, у 2015 році  — 28 580 осіб.

## Економіка
Промисловість міста орієнтована головним чином на машинобудування і металургію. Містоутворюючим підприємством є ВАТ «Уфалейнікель» — перший нікелевий комбінат в країні і 2-й у Росії виробник нікелю. Також діють:
- Локомотивне депо Верхній Уфалей
- ЗАТ УГШК Вагонне депо Верхній Уфалей
- ТОВ «Уфалейский завод металовиробів»
- ВАТ «Верхньоуфалейський завод „Уралелемент“»
- Завод «Металіст»
- ВАТ «Дормаш» (виробництво дорожніх машин)
- Підприємства лісової промисловості
- ЗАТ «Уралмрамор» (видобуток і обробка мармуру)

Підприємствами обробної промисловості за 2007 рік відвантажено продукції власного виробництва за чистим видам діяльності на 13 млрд руб. Безробіття в місті приблизно вдвічі перевищує середній рівень по Челябінській області.